# Młyn w Ojrzeniu
Młyn w Ojrzeniu – młyn wodny zbożowy nad Mękwą (dopływ Warty) wybudowany pod koniec XIX w. Znajduje się w Ojrzeniu, w powiecie radomszczańskim, w województwie łódzkim.

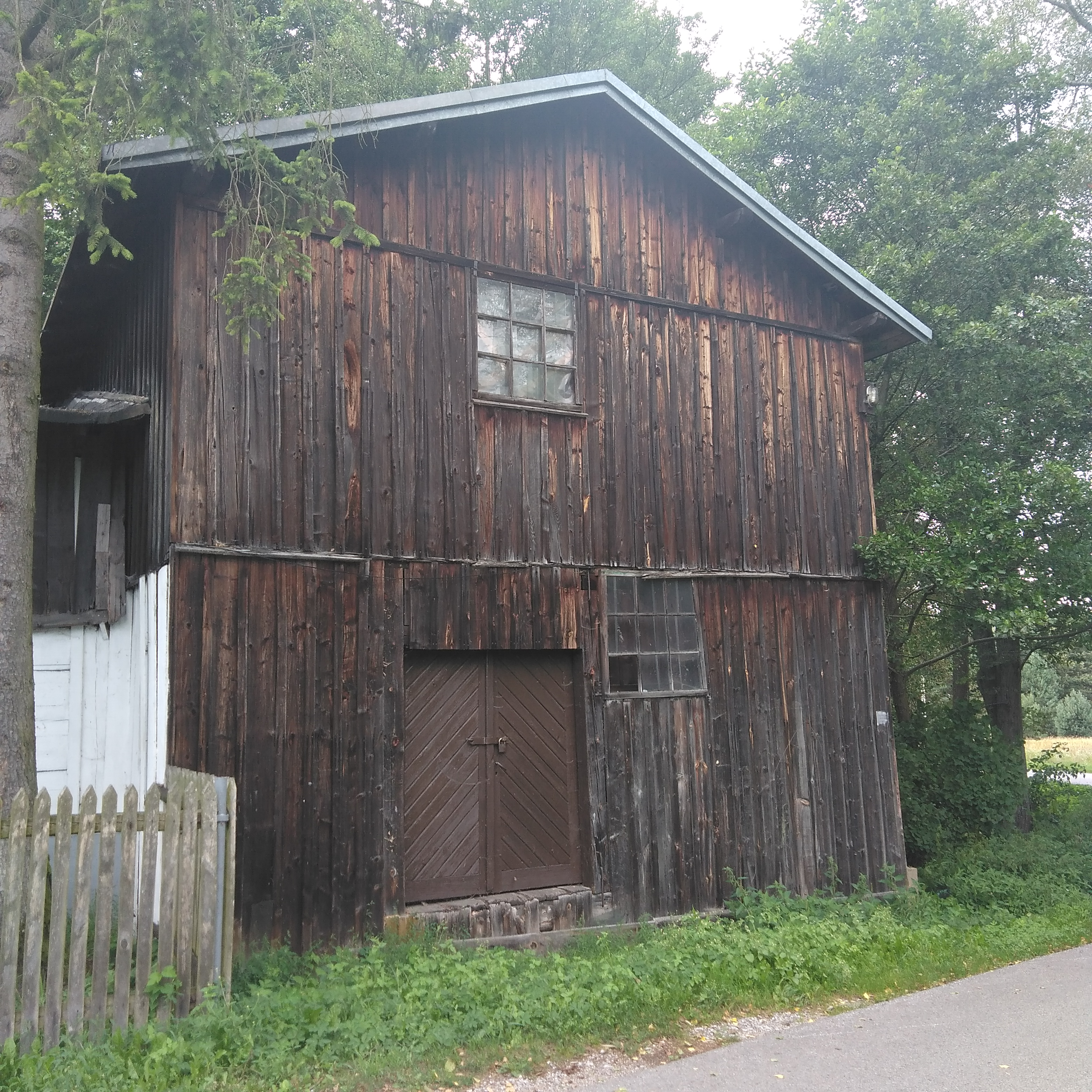
Młyn w Ojrzeniu - widok od frontu.

## Historia
Według tradycji lokalnej młyn w tej lokalizacji nad rzeczką Mękwą (zwaną przez miejscową ludność także Mąkwa lub Bibuła) istniał od bardzo dana, z pewnością już w XIX w. jako budynek drewniany, parterowy, usytuowany częściowo na palach (część produkcyjna) a częściowo na stałym lądzie (część mieszkalna). W 1912 r. przeszedł znaczną rozbudowę. W tym okresie również unowocześniono wyposarzenie młyna, który posiadał odtąd jedną parę walców, parę kamieni francuskich, perlak, jagielnik i żubrownik. Był wyposażony w koło wodne podsiębierne oraz inne urządzenia wodne (jaz, zastawki, pogródki i upust). Przy młynie działał tartak wodny oraz mała fabryka produkująca kołowrotki na potrzeby okolicznych mieszkańców. W okresie II wojny światowej został znacznie zdewastowany a następnie odbudowany i unowocześniony. Zainstalowano 4 pary walców i przystosowano obiekt do użycia napędu wodnego oraz elektrycznego. W okresie PRL młyn był już nieczynny. Budynek jest jednopiętrowy, usytuowany na betonowych palach w dawnej części produkcyjnej. Do budynku młyna przylega jednopiętrowy budynek mieszkalny (dawniej dom młynarza). 